# Leader del Partito del Lavoro (Paesi Bassi)
Il leader del Partito del Lavoro (in olandese partijleiders van de Parteij van de Arbeid) è il più alto dirigente del Partito del Lavoro. 
Il leader del partito di solito ricopre la carica di capogruppo nella Tweede Kamer, ma a volte può sedere in un gabinetto. Il primo leader del partito e capogruppo è stato il cofondatore Willem Drees.

## Elenco
|                                             |  | Willem Drees (1886–1988)       | 9 febbraio 1946 – 22 dicembre1958 (12 anni e 316 giorni)    | 1946 1948 1952 1956                |
|                                             |  | Jaap Burger (1904–1986)        | 22 dicembre 1958 – 16 settembre 1962 (3 anni e 268 giorni)  | 1959                               |
|                                             |  | Dr. Anne Vondeling (1916–1979) | 16 settembre 1962 – 13 settembre 1966 (3 anni e 362 giorni) | 1963                               |
|                                             |  | Joop den Uyl (1919–1987)       | 13 settembre 1966 – 21 luglio 1986 (19 anni e 311 giorni)   | 1967 1971 1972 1977 1981 1982 1986 |
|                                             |  | Wim Kok (1938–2018)            | 21 luglio 1986 – 15 dicembre 2001 (15 anni e 147 giorni)    | 1989 1994 1998                     |
|                                             |  | Ad Melkert (1956)              | 15 dicembre 2001 – 16 maggio 2002 (0 anni e 155 giorni)     | 2002                               |
| Vacante (16 maggio 2002 – 12 novembre 2002) |  |                                |                                                             |                                    |
|                                             |  | Wouter Bos (1963)              | 12 novembre 2002 – 25 aprile 2010 (7 anni e 164 giorni)     | 2003 2006                          |
|                                             |  | Dr. Job Cohen (1947)           | 25 aprile 2010 – 20 febbraio 2012 (1 anno e 301 giorni)     | 2010                               |
| Vacante (20 febbraio 2012 – 16 marzo 2012)  |  |                                |                                                             |                                    |
|                                             |  | Diederik Samsom (1971)         | 16 marzo 2012 – 10 dicembre 2016 (4 anni e 269 giorni)      | 2012                               |
|                                             |  | Dr. Lodewijk Asscher (1974)    | 10 dicembre 2016 – 14 gennaio 2021 (4 anni e 35 giorni)     | 2017                               |
| Vacante (14 gennaio 2021 – 18 gennaio 2021) |  |                                |                                                             |                                    |
|                                             |  | Lilianne Ploumen (1962)        | 23 gennaio 2021 – 12 aprile 2022 (1 anno e 79 giorni)       | 2021                               |
| Vacante (12 aprile 2022 – 11 giugno 2022)   |  |                                |                                                             |                                    |
|                                             |  | Attje Kuiken (1977)            | 11 giugno 2022 – 22 agosto 2023                             |                                    |
|                                             |  | Frans Timmermans (1961)        | 22 agosto 2023 – in carica                                  | 2023                               |